# Psaiko.Dino
Psaiko.Dino (* 13. September 1985 in Stuttgart; bürgerlich Markus Brückner) ist ein deutscher Musikproduzent, DJ, Bestseller-Autor und Moderator. Aktuell steht er bei dem Independent-Label We Are Diamond unter Vertrag.

## Werdegang
Markus Brückner wurde Anhänger des Hip-Hop, nachdem er ein Album der Gruppe Cypress Hill gehört hatte. Er bewegte sich immer in Freundeskreisen, deren Mitglieder musikalisch aktiv waren. Brückner selbst begann jedoch zunächst mit der Gestaltung von Graffiti. Dabei malte er vor allem Dinosaurier, was den Ursprung seines Pseudonyms Psaiko.Dino darstellt. Nachdem die Polizei auf seine Graffiti aufmerksam geworden war, beendete er diese Tätigkeit und wandte sich der Musik zu. Da er lieber im Hintergrund agieren wollte, begann er mit der Produktion von HipHop-Musik. Ab 2007 war Psaiko.Dino als Produzent an einer Reihe von Hip-Hop-Alben beteiligt, darunter Veröffentlichungen von FiST, Kodimey und 257ers.
Im Rahmen einer Ausbildung zum Grafik-Designer absolvierte Brückner ein Praktikum bei der Musikfirma Chimperator Productions. In dieser Zeit erstellte er nachts weiterhin Hip-Hop-Produktionen. Da Chimperator Productions Kontakt zum Manager des Rappers Haftbefehl hatte, wurden einige dieser Produktionen weitergeleitet. Haftbefehl wählte schließlich eine dieser Produktionen für das einleitende Stück Ja Ja Ve Ve  seines Debütalbums Azzlack Stereotyp aus. Psaiko.Dino erklärte, dass dies „das Größte“ gewesen sei, was er bis dahin als Produktion auf einem Album „platzieren konnte.“
Während seines Praktikums wurde Psaiko.Dino dem Rapper Cro vorgestellt, mit dem er sich nach kurzer Zeit anfreundete. Da sich Cro zunächst nicht in der Öffentlichkeit präsentierte und schließlich in Videos und Blogs nur mit einer Panda-Maske in Erscheinung trat, übernahm Psaiko.Dino die Rolle des Sprechers für den Rapper. Vom 30. Oktober bis zum 7. November 2011 begleitete Dino den Rapper im Vorprogramm der norwegischen Band Madcon auf der Glow Tour 2011. Zu diesem Zweck hatte er laut eigener Aussage das DJing erlernt. Auch bei den folgenden Tourneen sowie Konzert- oder Fernsehauftritten wie etwa bei neoParadise war Dino neben Cro präsent. Im September 2013 erhielt Psaiko.Dino einen Künstlervertrag bei Chimperator Department, einer Musikfirma, die im Herbst 2012 als Schwesterfirma des Hip-Hop-Labels Chimperator Productions gegründet worden war.
Psaiko.Dinos erstes Album #hangster wurde zunächst für den 8. November 2013 angekündigt, erschien aber schließlich am 17. Januar 2014. #hangster stellte die erste reguläre Album-Veröffentlichung des Labels Chimperator Department dar. Das Konzept bei der Produktion des Albums war Hip-Hop-Musiker, die in der Regel nicht zusammen arbeiten oder stilistisch unterschiedliche Ansätze verfolgen, gemeinsam auf Stücken auftreten zu lassen. Diese Idee war entstanden, nachdem Psaiko.Dino das Lied 8 km/h mit Cro und Haftbefehl aufgenommen hatte. Für #hangster hat Psaiko.Dino mit einer Vielzahl bekannter deutscher Hip-Hop-Musiker zusammengearbeitet, darunter Sido, Bass Sultan Hengzt, Olli Banjo, Kaas, Schwesta Ewa, Frauenarzt, Manny Marc und Megaloh. Die Stücke Klischees mit SAM und Celo & Abdi, Boah! mit Bartek und Palina Power sowie #hangster mit Eko Fresh und DCVDNS wurden als Videos umgesetzt. #hangster stieg auf Platz 7 der deutschen Albumcharts ein. Im TV war Psaiko.Dino unter anderem bei seiner eigenen Show "Die Psaiko.Dino Show", beim Sender Joiz und als DJ und Sidekick bei Enissa Amanis Show auf ProSieben zu sehen. Des Weiteren war er zu Gast bei GQ Supertramp.
Seit Anfang 2018 ist Psaiko.Dino mit Model Souki T. liiert. Am 10. September 2018 wurde ihre gemeinsame Tochter Naliah geboren.

## Diskografie
Singles
- 2018: What You've Done To Me - Psaiko.Dino feat. Wanja Janeva[23]
- 2018: The Grain - Psaiko.Dino[24]
- 2020: Solo - Psaiko.Dino feat. Joshi Mizu

Alben
- 2014: #hangster

Sonstige Veröffentlichungen
- 2014: Wie wär`s (EP mit Marla Blumenblatt, digitale Veröffentlichung)
- 2014: Buch: Easy does it: CRO, die Maske und der ganze Rest[25] (Spiegel Bestseller-Liste)[26]
- 2014: Hörbuch: Easy Does It - Cro, die Maske und der ganze Rest[27]
- 2014: Die Psaiko.Dino Show bei Joiz[28] in Deutschland und der Schweiz[29]

Produktionen
- 2007: Fuck Me I'm Famous, Bonanza und Schlechte Menschen auf Wohnzimmercouch von AJay
- 2008: Wieder da auf Gorilla von Kodimey
- 2009: Gummistiefel auf Zu viel für Deutschland von Maxat
- 2009: Düsenjet, Gummistiefel, Antihelden, Life Is A Bitch und Geteiltes Leid auf Warum so ernst ?! von Kay & FiST
- 2009: DGWGIO und The Store Paderborn auf Das Game wird gefistet ihr Ottos von FiSt[6]
- 2010: Intro auf Zwen von 257ers
- 2010: Groß, Hühnerkampf, Parkplatz, Arroganz^10 und Frei auf Ohne Worte von Maxat & FiST
- 2010: Ja Ja Ve Ve auf Azzlack Stereotyp von Haftbefehl
- 2010: Empire State Gebäude auf 11 Jahre Chimperator von Chimperator Productions[30]
- 2010: Elektro Emo auf Smegma von Shneezin
- 2011: Ignoranz hoch 10 (Psaiko.Dino Remix) auf Knutschen EP von Maxat & FiST[31]
- 2011: Schnee auf Einsickartig von Sickless[32]
- 2011: THCAN, Trümmertetris und Totgeburt auf Trümmertetris von kaynBock[33]
- 2012: Cro - Mach die Augen auf[34]
- 2012: Was ist angesagt? von SAM auf Juice CD Volume 114
- 2012: Zehntel Mille von Weekend
- 2013: Durchsuchungsbefehl (Psaiko.Dino Remix) von Celo & Abdi und SSIO[35]
- 2013: Schöne Mädchen (Psaiko.Dino Remix) von MC Fitty[36]
- 2014: Cro - Traum (Psaiko.Dino Remix)[37]
- 2015: Nullkommaneun (Psaiko Dino, Department Musik & DJ Raze Remix) von SSIO auf Juice CD Volume 134
- 2015 Weekend 24/7 feat. Edgar Wasser & 3Plusss (Psaiko.Dino Remix)[38]
- 2015: Sag einfach ja - Marla Blumenblatt (Psaiko.Dino Remix)[39]
- 2015: Offizielles HipHop Open Mixtape[40]
- 2015: Hanybal feat. Haftbefehl - Frankfurt Brudii (Psaiko.Dino Remix)[41]
- 2015: Jamie xx – Good Times feat. Young Thug & Popcaan (Take Dat remix)[42]
- 2015: Weekend - Go Lemming[43]
- 2015: Weekend - Du kannst es nicht verstehen[44]
- 2015: SKEPTA – Shutdown (TAKE DAT! REMIX)[45]
- 2015: Pockets 2K15[46]
- 2015: TAKE DAT! – The Shots[47]
- 2016: Take Dat! - Ghetto Grammar Feat Beenie Man & Jugglerz[48]
- 2017: Versace #VFIERCE Campaign-Track[49] feat. Kendall Jenner, Gigi Hadid, Bella Hadid
- 2017: Quarterhead - Hurts So Good (feat. S Y K Ë S & Gunboi) [Psaiko.Dino Remix][50]
- 2018: Good Guy Boris feat. Psaiko.Dino - Don't Worry Make Schtory
- 2018: Psaiko.Dino feat. Wanja Janeva - What've Done To Me
- 2018: Psaiko.Dino - The Grain
- 2019: Psaiko.Dino feat. Nessi & Curly - See
- 2019: Negatiiv OG feat. Psaiko.Dino - In Meiner Lage
- 2019: Sin Davis feat. Psaiko.Dino - Slow Motion
- 2019: Psaiko.Dino feat. Gravit - Everybody Clap
- 2019: Money Boy - Spieglein an der Wand[51]